# Waverley (Berlioz)
Waverley est une ouverture symphonique composée par Hector Berlioz entre octobre 1826 et février 1828,. Elle porte la référence H 26 dans le catalogue des œuvres du compositeur établi par le musicologue Dallas Kern Holoman.
L'œuvre est inspirée du roman historique Waverley de Sir Walter Scott. Son exécution dure environ 10 minutes.

## Historique
Achevée en février 1828, sa création eut lieu dans la salle du Conservatoire à Paris, le 26 mai de la même année.
L’ouverture de Waverley fut donc écrite après l’ouverture de l’opéra Les Francs-juges. Sa première fut d'ailleurs exécutée dans le même programme que Les Francs-juges. Ce fut le premier concert symphonique donné (mais non dirigé) par le jeune Berlioz, et – nouveauté à l’époque – concert consacré entièrement à ses propres œuvres (cf. le récit de ces événements dans ses Mémoires, chapitres 18 et 19). 
Par la suite, Berlioz fit entendre fréquemment d’autres ouvertures postérieures en France comme à l’étranger, mais il ne sembla jamais attacher la même importance à Waverley. Publiée par le compositeur en 1839, il ne la dirigea apparemment jamais lui-même en France, ni dans ses nombreux concerts à l’étranger, et les exécutions connues de son vivant sont assez rares. Une lettre écrite pendant le premier séjour de Berlioz à Londres en 1848 concerne l’inscription à un concert d’une ouverture qui est probablement celle de Waverley (Correspondance Générale no. 1196, 7 mai 1848) ; Berlioz ne cache pas son inquiétude voire un certain dédain: « Il y a plus de 15 ans que je ne l’avais entendue [20 ans en fait, sans doute en 1838] et je ne la crois pas digne de figurer dans votre programme. Elle ne ferait pas d’effet et cela pourrait me nuire beaucoup, dans ce moment surtout où je commence à peine à me faire connaître à Londres. Veuillez donc la remplacer au prochain concert par quelque morceau déjà connu de l’orchestre. »

## Dédicataire
Waverley est dédiée au colonel Félix Marmion, l'oncle de Berlioz ; mais la page de titre porte également la mention tardive: « À Monsieur Brown, témoignage d'une vive et inaltérable amitié. Hector Berlioz ce 16 avril 1839. »

## Analyse
Toutes les ouvertures de concert de Berlioz, à l'exception du Carnaval romain, sont soumises à une influence littéraire plus ou moins importante. Dans le cas de Waverley, la littérature occupa une place prépondérante. 
Walter Scott est populaire à Paris dans les années 1820 et 1830, et l'ont sait, d'après ses lettres, que Berlioz fut enthousiasmé par les romans de Scott à partir de 1825 environ. Sur la page de titre de l'autographe de Waverley, datant très probablement du début de 1827, Berlioz cite des passages de la traduction de 1822 de Defauconpret, dont on peut voir qu'ils se rapportent à l'ouverture d'une manière programmatique. 
Au moment de sa publication en 1839, ces notes n'ont pas été incluses sur la page de titre imprimée ; Berlioz cita plutôt deux lignes de vers tirés de la version anglaise du roman : « Dreams of love and ladies' charms/Give way to honour and to arms ». Ces citations font références, en musique, à l'introduction lente et lyrique - « les charmes des dames », en particulier ceux de Flora MacIvor – et une section allegro rapide – l'appel à « l'honneur et aux armes » de la bataille. Cette citation fait musicalement allusion au contraste musical entre le larghetto initial – avec son ample mélodie pour les violoncelles – et le brillant allegro vivace qui lui fait suite (Dreams of love and Lady’s charms / Give place to honour and to arms: « Rêves d’amour et charmes féminins / s’effacent devant l’honneur et les armes ».
Il y a cependant dans l'introduction un élément qui peut être interprété comme un présage inquiétant de la bataille à venir.
Mesure 55, où Berlioz répète la mélodie du violoncelle ; le filigrane des timbales (par l'utilisation de baguettes douces) est une indication du combat, en particulier lorsqu'elles frappent un ré tonique sur l'harmonie dominante — plus remarquablement à la mesure 74 où la basse est une pédale de dominante.
En tant qu'œuvre de jeunesse, cette ouverture donne l’impression générale d’un mélange de styles : on y trouve de nombreux traits caractéristiques du style mature de Berlioz (tant dans le rythme que dans l’harmonie et l’instrumentation) ; mais on rencontre aussi des passages italianisants, d'une surprenante légèreté, notamment dans le second sujet de l’allegro (mesure 197 et suivantes ; mesure 293 et suivantes), et dans la conclusion (mesure 401 et suivantes), dont les toutes dernières mesures peuvent surprendre par leur banalité (rare chez Berlioz). Cependant l’ouverture affiche d'ores et déjà une assurance dans l'écriture et tout l'emportement romantique du grand compositeur dans le traitement de l’allegro.

### Orchestration
La nomenclature de la partition originale fait intervenir au total 15 instruments différents: 2 flûtes, 2 hautbois, 1 clarinette en Ut, 1 clarinette en La, 1 trompette à piston en Ré, 2 trompettes en Si bémol (« la dièse bas » dans la partition), 4 cors en Ré, 4 bassons, 1 ophicléide, des timbales en Ré, violons I (Berlioz spécifie « au moins 15 »), violons II (« au moins 15 »), altos (« au moins 10 »), violoncelles (« au moins 12 ») et contrebasses (« au moins 9 »).

### Tempo
La partition manuscrite originelle (de 1828) mentionne le tempo métronomique  = 56, « larghetto ».

## Galerie
- Waverley, or, Tis sixty years since, roman de Walter Scott (1871)

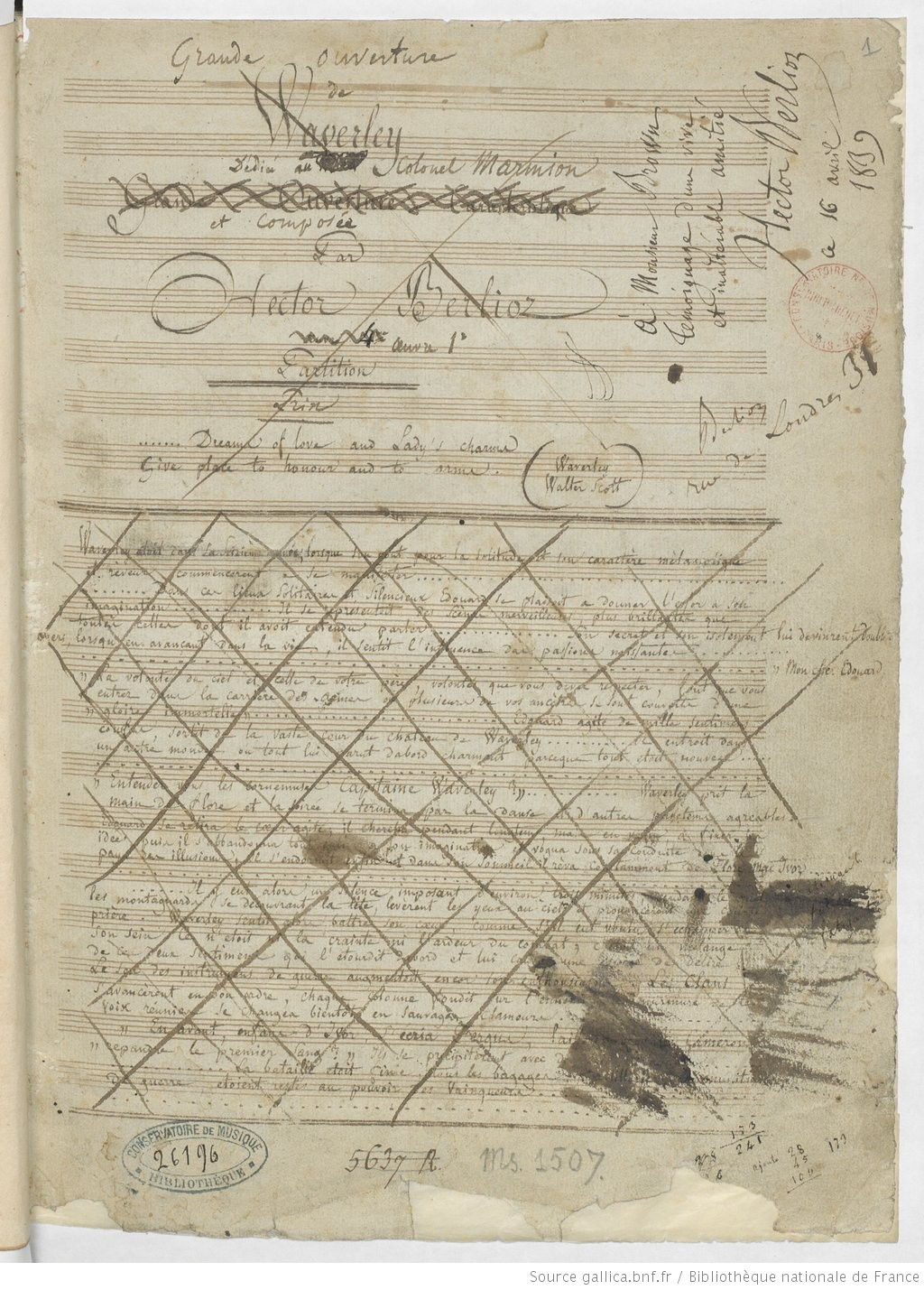
Page de titre de la « Grande Ouverture de Waverley » par Hector Berlioz (1828), où l'on voit une longue citation du roman « Waverley » de Walter Scott, biffée.
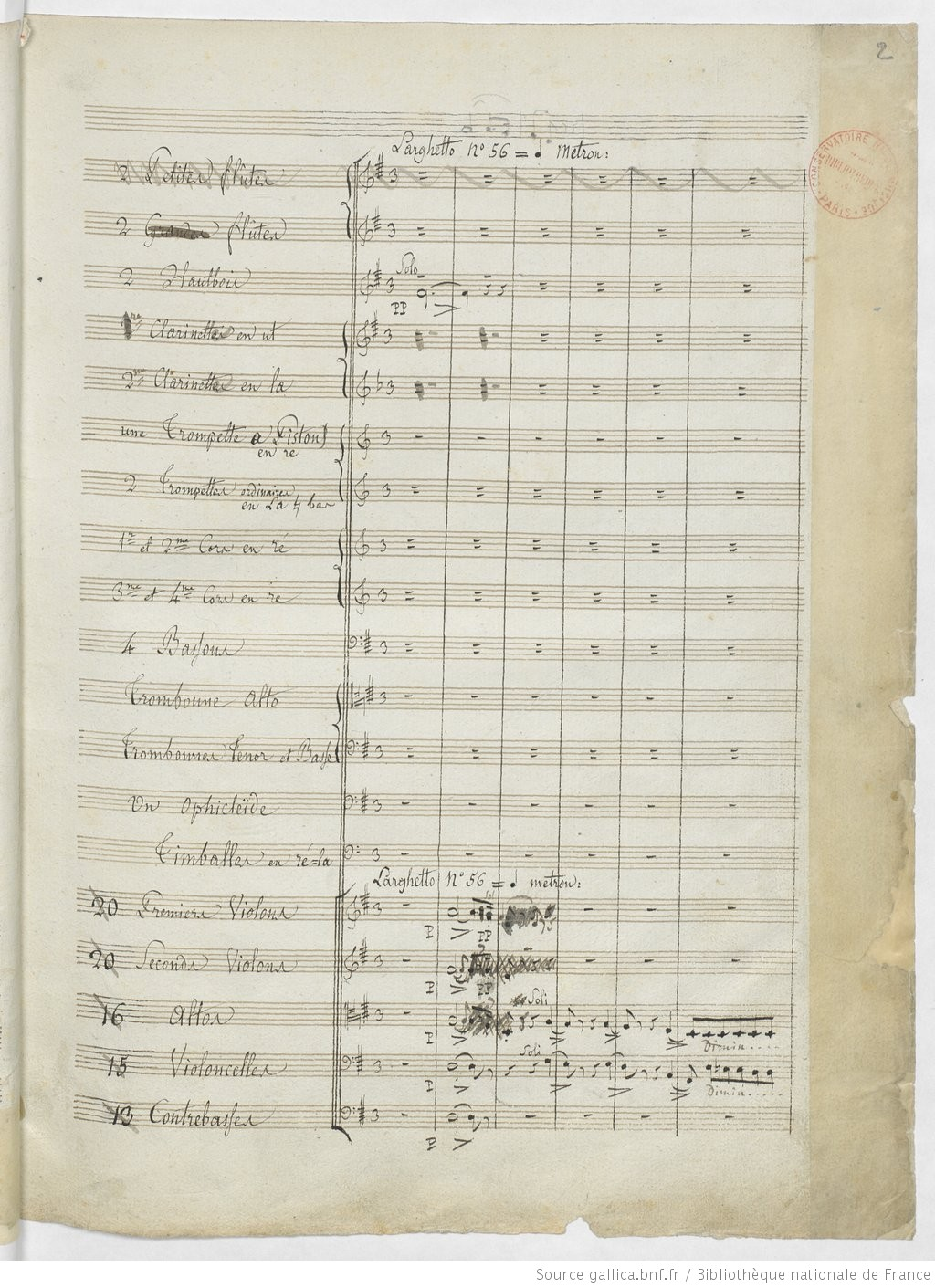
1re page de l'Ouverture (nomenclature des instruments) sur la partition manuscrite, 1828

## Enregistrements
Quelques enregistrements historiques sont à relever:
- 1956 : Royal Philharmonic Orchestra, à Londres, sous la direction de Thomas Beecham. Label Philips[7]. Ce qui semble être le premier enregistrement audio de l'œuvre.
- 1974 : London Symphony Orchestra, à Paris, sous la direction de Colin Davis, label Philips[8].
- 1977 : London Philharmonic Orchestra, à Villetaneuse, sous la direction de Adrian Boult, label Vogue[9].
- 1991 : Orchestre national du Capitole de Toulouse, à Toulouse, sous la direction de Michel Plasson, label EMI music France[10].
- 1998 : Orchestre symphonique de Montréal, à Montréal (église Saint-Eustache), sous la direction de Charles Dutoit, label Philips Classics[11].
- 2015 : London Symphony Orchestra, à Londres (Barbican Centre), sous la direction de Valery Gergiev, label LSO Live[12].